# Donja Ržana
Donja Ržana (Servisch cyrillisch Доња Ржана) is een plaats in de Servische gemeente Bosilegrad. De plaats telt 79 inwoners (2002).